# Campionati mondiali juniores di sci nordico 2022
I Campionati mondiali juniores di sci nordico 2022, 45ª edizione della manifestazione organizzata dalla Federazione Internazionale Sci, si sono tenuti a Zakopane, in Polonia, e a Lygnasæter, in Norvegia, dal 22 febbraio al 6 marzo. Il programma ha incluso gare di combinata nordica, salto con gli sci e sci di fondo, tutte sia maschili sia femminili, e due gare a squadre miste, una di combinata nordica e una di salto con gli sci.
In seguito all'invasione dell'Ucraina, dal 1º marzo gli atleti russi e bielorussi sono stati esclusi dalle competizioni.

## Assegnazione e impianti

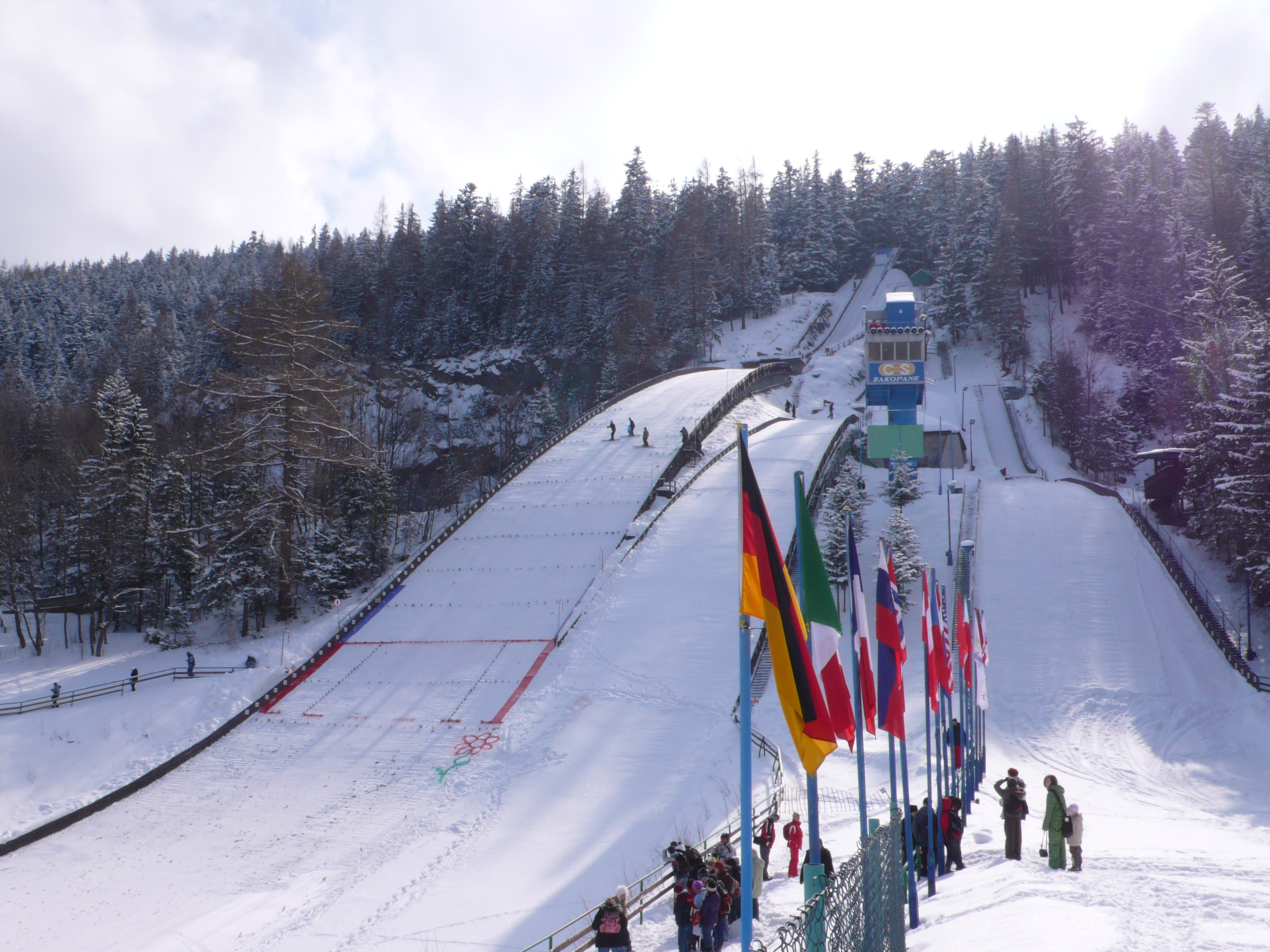
Il trampolino Średnia Krokiew

Zakopane era stata designata quale sede dei Campionati mondiali juniores di sci nordico 2021, ma rinunciò a causa della pandemia di COVID-19 e furono così assegnati dalla FIS a Lahti e a Vuokatti; ottenuta l'organizzazione dell'edizione 2022, Zakopane il 15 settembre 2021 rinunciò a ospitare le gare di sci di fondo, che furono così riassegnate alla località norvegese di Lygnasæter presso Gran. Zakopane aveva già ospitato la rassegna iridata giovanile nel 2008; le gare di combinata nordica e di salto con gli sci si sono disputate sul trampolino Średnia Krokiew HS105.

## Risultati

### Uomini

#### Combinata nordica

##### Trampolino normale
| Pos. | Atleta              | Nazione     | Tempo   |
| ---- | ------------------- | ----------- | ------- |
| 1    | Stefan Rettenegger  | Austria     | 23:30,9 |
| 2    | Perttu Reponen      | Finlandia   | 24:04,7 |
| 3    | Tristan Sommerfeldt | Germania    | 24:10,7 |
| 4    | Simon Mach          | Germania    | 24:12,8 |
| 5    | Sebastian Østvold   | Norvegia    | 24:17,2 |
| 6    | Mattéo Baud         | Francia     | 24:21,9 |
| 7    | Niklas Malacinski   | Stati Uniti | 25:22,4 |
| 8    | Waltteri Karhumaa   | Finlandia   | 25:25,9 |
| 9    | Iacopo Bortolas     | Italia      | 25:26,0 |
| 10   | Jan Andersen        | Germania    | 25:26,2 |

Data: 2 marzo

Località: Zakopane

Formula di gara: Gundersen NH/10 km

1ª manche:

Ore: 11.30 (UTC+1)

Trampolino: Średnia Krokiew HS105

2ª manche:

Ore: 15.00 (UTC+1)

Distanza: 10 km

##### Gara a squadre
| Pos. | Nazione     | Atleti                                                                         | Tempo     |
| ---- | ----------- | ------------------------------------------------------------------------------ | --------- |
| 1    | Finlandia   | Waltteri Karhumaa Arsi Tietäväinen Eelis Meriläinen Perttu Reponen             | 54:28,9   |
| 2    | Norvegia    | Torje Seljeset Per Einar Skjæret Strømhaug Sebastian Østvold Eidar Johan Strøm | 54:35,4   |
| 3    | Austria     | Kilian Gütl Severin Reiter Paul Walcher Stefan Rettenegger                     | 55:19,7   |
| 4    | Francia     | Tom Rochat Marco Heinis Paul Guyot Mattéo Baud                                 | 55:35,1   |
| 5    | Rep. Ceca   | Jan Šimek Matěj Fadrhons Lukáš Doležal Jiří Konvalinka                         | 56:30,0   |
| 6    | Germania    | Richard Stenzel Simon Mach Jan Andersen Tristan Sommerfeldt                    | 58:06,9   |
| 7    | Giappone    | Atsushi Narita Takuya Nakazawa Yuto Nishikata Reo Yamakawa                     | 58:31,6   |
| 8    | Stati Uniti | Niklas Malacinski Caleb Zuckerman Tate Frantz Gunnar Gilbertson                | 59:03,9   |
| 9    | Slovenia    | Šandi Acko Matic Garbajs Uroš Vrbek Erazem Stanonik                            | 59:08,6   |
| 10   | Polonia     | Maciej Gąsienica Ciaptak Bartłomiej Kuchta Kacper Jarząbek Andrzej Waliczek    | 1:00:24,8 |

Data: 5 marzo

Località: Zakopane

Formula di gara: T NH/4x5 km

1ª manche:

Ore: 13.30 (UTC+1)

Trampolino: Średnia Krokiew HS105

2ª manche:

Ore: 16.00 (UTC+1)

Distanza: 4x5 km

#### Salto con gli sci

##### Trampolino normale
| Pos. | Atleta            | Nazione  | Punti |
| ---- | ----------------- | -------- | ----- |
| 1    | Daniel Tschofenig | Austria  | 311,5 |
| 2    | David Haagen      | Austria  | 299,6 |
| 3    | Markus Müller     | Austria  | 287,6 |
| 4    | Luca Geyer        | Germania | 282,1 |
| 5    | Iver Olaussen     | Norvegia | 280,0 |
| 6    | Jonas Schuster    | Austria  | 277,4 |
| 7    | Enzo Milesi       | Francia  | 276,1 |
| 8    | Marcel Stržinar   | Slovenia | 273,1 |
| 9    | Mark Hafnar       | Slovenia | 272,8 |
| 10   | Johannes Årdal    | Norvegia | 263,3 |

Data: 3 marzo

Località: Zakopane

Ore: 19.30 (UTC+1)

Trampolino: Średnia Krokiew HS105

##### Gara a squadre
| Pos. | Nazione    | Atleti                                                                     | Punti  |
| ---- | ---------- | -------------------------------------------------------------------------- | ------ |
| 1    | Austria    | David Haagen Markus Müller Jonas Schuster Daniel Tschofenig                | 1038,5 |
| 2    | Norvegia   | Adrian Thon Gundersrud Johannes Årdal Sindre Ulven Jørgensen Iver Olaussen | 982,7  |
| 3    | Germania   | Finn Braun Ben Bayer Simon Spiewok Luca Geyer                              | 963,0  |
| 4    | Slovenia   | Maksim Bartolj Gorazd Završnik Marcel Stržinar Mark Hafnar                 | 950,9  |
| 5    | Polonia    | Tymoteusz Amilkiewicz Adam Niznik Arkadiusz Jojko Jan Habdas               | 862,0  |
| 6    | Giappone   | Sota Kudo Kanta Suzuki Masaki Nakamura Asahi Sakano                        | 855,4  |
| 7    | Rep. Ceca  | František Lejsek Daniel Škarka David Rygl Kryštof Hauser                   | 837,6  |
| 8    | Francia    | Valentin Foubert Jules Chervet Faustin Moureaux Enzo Milesi                | 817,4  |
| 9    | Finlandia  | Timi Heiskanen Vilho Palosaari Tomas Kuisma Kasperi Valto                  | 417,9  |
| 10   | Kazakistan | Il'šat Kadyrov Danil Vasil'ev Svjatoslav Nazarenko Sergej Kravcov          | 354,2  |

Data: 5 marzo

Località: Zakopane

Ore: 18.15 (UTC+1)

Trampolino: Średnia Krokiew HS105

#### Sci di fondo

##### 10 km
| Pos. | Atleta                 | Nazione   | Tempo   |
| ---- | ---------------------- | --------- | ------- |
| 1    | Savelij Korostelev     | Russia    | 26:15,8 |
| 2    | Niko Anttola           | Finlandia | 26:37,2 |
| 3    | Aleksandr Ivšin        | Russia    | 26:38,0 |
| 4    | Elia Barp              | Italia    | 26:56,1 |
| 5    | Henrik Kvennås         | Norvegia  | 26:56,2 |
| 6    | Xavier McKeever        | Canada    | 27:08,2 |
| 7    | Egor Mistrošin         | Russia    | 27:13,9 |
| 8    | Davide Ghio            | Italia    | 27:56,6 |
| 9    | Fabrizio Albasini      | Svizzera  | 27:27,5 |
| 10   | Benjamin Schwingshackl | Italia    | 27:28,3 |

Data: 25 febbraio

Località: Lygnasæter

Ore: 13.00 (UTC+1)

Tecnica classica

##### 30 km
| Pos. | Atleta             | Nazione     | Tempo     |
| ---- | ------------------ | ----------- | --------- |
| 1    | Aleksandr Ivšin    | Russia      | 1:12:47,9 |
| 2    | Savelij Korostelev | Russia      | 1:12:56,0 |
| 3    | Nikita Denisov     | Russia      | 1:12:59,9 |
| 4    | Nikita Rodionov    | Russia      | 1:13:47,1 |
| 5    | Xavier McKeever    | Canada      | 1:14:02,4 |
| 6    | Henrik Kvennås     | Norvegia    | 1:14:06,0 |
| 7    | Thomas Stephen     | Canada      | 1:14:06,8 |
| 8    | Niko Anttola       | Finlandia   | 1:14:21,2 |
| 9    | Fabrizio Albasini  | Svizzera    | 1:14:50,2 |
| 10   | Michael Earnhart   | Stati Uniti | 1:15:21,4 |

Data: 22 febbraio

Località: Lygnasæter

Ore: 15.00 (UTC+1)

Tecnica libera

Partenza in linea

##### Sprint
| Pos. | Atleta                    | Nazione   |
| ---- | ------------------------- | --------- |
| 1    | Johannes Lønnestad Flåten | Norvegia  |
| 2    | Elia Barp                 | Italia    |
| 3    | Aleksander Elde Holmbø    | Norvegia  |
| 4    | Ike Melnits               | Finlandia |
| 5    | Marius Kastner            | Germania  |
| 6    | Edvin Anger               | Svezia    |
| 7    | Benjamin Schwingshackl    | Italia    |
| 8    | Ola Spigseth              | Norvegia  |
| 9    | Nikita Denisov            | Russia    |
| 10   | Kaspar Päärson            | Estonia   |

Data: 27 febbraio

Località: Lygnasæter

Qualificazioni:

Ore: 10.00 (UTC+1)

Finale:

Ore: 12.30 (UTC+1)

Tecnica libera

##### Staffetta
| Pos. | Nazione     | Atleti                                                                             | Tempo   |
| ---- | ----------- | ---------------------------------------------------------------------------------- | ------- |
| 1    | Russia      | Nikita Rodionov Aleksandr Ivšin Nikita Denisov Savelij Korostelev                  | 49:16,4 |
| 2    | Norvegia    | Preben Horven Johannes Lønnestad Flåten Nikolai Elde Holmbø Aleksander Elde Holmbø | 49:38,2 |
| 3    | Stati Uniti | Michael Earnhart Brian Bushey Walker Hall Will Koch                                | 49:38,8 |
| 4    | Canada      | Félix-Olivier Moreau Xavier McKeever Sasha Masson Thomas Stephen                   | 50:10,5 |
| 5    | Svezia      | Måns Skoglund Elias Danielsson Erik Larsson Edvin Anger                            | 50:4,6  |
| 6    | Italia      | Simone Mastrobattista Davide Ghio Benjamin Schwingshackl Elia Barp                 | 50:14,7 |
| 7    | Germania    | Luca Petzold Jannis Grimmecke Marius Kastner Elias Keck                            | 50:21,0 |
| 8    | Svizzera    | Gianluca Walpen Fabrizio Albasini Antonin Savary Isai Näff                         | 50:55,6 |
| 9    | Finlandia   | Iiro Uusitalo Alexander Ståhlberg Niko Anttola Veeti Pyykkö                        | 51:11,5 |
| 10   | Francia     | Luc Primet Mathis Desloges Mattéo Correia Simon Chappaz                            | 51:42,8 |

Data: 23 febbraio

Località: Lygnasæter

Ore: 15.00 (UTC+1)

2 frazioni da 5 km a tecnica classica

2 frazioni da 5 km a tecnica libera

### Donne

#### Combinata nordica

##### Trampolino normale
| Pos. | Atleta              | Nazione  | Tempo   |
| ---- | ------------------- | -------- | ------- |
| 1    | Annika Sieff        | Italia   | 14:30,1 |
| 2    | Haruka Kasai        | Giappone | 14:31,0 |
| 3    | Nathalie Armbruster | Germania | 14:33,3 |
| 4    | Jenny Nowak         | Germania | 14:40,2 |
| 5    | Annalena Slamik     | Austria  | 14:53,5 |
| 6    | Hazuki Ikeda        | Giappone | 14:54,1 |
| 7    | Maria Gerboth       | Germania | 15:24,2 |
| 8    | Lisa Hirner         | Austria  | 15:46,7 |
| 9    | Cindy Haasch        | Germania | 15:48,6 |
| 10   | Ema Volavšek        | Slovenia | 15:51,4 |

Data: 2 marzo

Località: Zakopane

Formula di gara: Gundersen NH/5 km

1ª manche:

Ore: 9.15 (UTC+1)

Trampolino: Średnia Krokiew HS105

2ª manche:

Ore: 14.00 (UTC+1)

Distanza: 5 km

#### Salto con gli sci

##### Trampolino normale
| Pos. | Atleta                  | Nazione   | Punti |
| ---- | ----------------------- | --------- | ----- |
| 1    | Nika Prevc              | Slovenia  | 240,5 |
| 2    | Taja Bodlaj             | Slovenia  | 230,5 |
| 3    | Alexandria Loutitt      | Canada    | 223,7 |
| 4    | Vanessa Moharitsch      | Austria   | 222,3 |
| 5    | Jerneja Repinc Zupančič | Slovenia  | 220,1 |
| 6    | Nora Midtsundstad       | Norvegia  | 216,2 |
| 7    | Nagomi Nakayama         | Giappone  | 215,2 |
| 8    | Anežka Indráčková       | Rep. Ceca | 209,8 |
| 9    | Lilou Zepchi            | Francia   | 206,4 |
| 10   | Michelle Göbel          | Germania  | 203,8 |

Data: 3 marzo

Località: Zakopane

Ore: 16.00 (UTC+1)

Trampolino: Średnia Krokiew HS105

##### Gara a squadre
| Pos. | Nazione     | Atleti                                                                     | Punti |
| ---- | ----------- | -------------------------------------------------------------------------- | ----- |
| 1    | Slovenia    | Jerneja Repinc Zupančič Lara Logar Taja Bodlaj Nika Prevc                  | 888,5 |
| 2    | Giappone    | Haruka Kasai Hina Tsushida Ringo Miyajima Nagomi Nakayama                  | 784,0 |
| 3    | Germania    | Christina Feicht Anna-Fay Scharfenberg Pia Lilian Kübler Michelle Göbel    | 765,0 |
| 4    | Austria     | Julia Mühlbacher Sahra Schuller Sophie Kothbauer Vanessa Moharitsch        | 783,3 |
| 5    | Norvegia    | Frida Berger Ingrid Hordvik Kleven Heidi Dyhre Traaserud Nora Midtsundstad | 621,1 |
| 6    | Stati Uniti | Alexa Brabec Josie Johnson Annika Belshaw Paige Jones                      | 603,1 |
| 7    | Italia      | Asia Marcato Martina Zanitzer Noelia Vuerich Jessica Malsiner              | 577,9 |
| 8    | Polonia     | Pola Bełtowska Paulina Cieślar Sara Tajner Natalia Słowik                  | 539,5 |

Data: 5 marzo

Località: Zakopane

Ore: 10.00 (UTC+1)

Trampolino: Średnia Krokiew HS105

#### Sci di fondo

##### 5 km
| Pos. | Atleta              | Nazione  | Tempo   |
| ---- | ------------------- | -------- | ------- |
| 1    | Dar'ja Neprjaeva    | Russia   | 14:30,1 |
| 2    | Elizaveta Bekiševa  | Russia   | 14:33,0 |
| 3    | Emma Kirkeberg Mørk | Norvegia | 14:34,1 |
| 4    | Lisa Eriksson       | Svezia   | 14:37,9 |
| 5    | Helen Hoffmann      | Germania | 14:38,4 |
| 6    | Anna Heggen         | Norvegia | 14:42,4 |
| 7    | Märta Rosenberg     | Svezia   | 14:43,0 |
| 8    | Jasmine Drolet      | Canada   | 14:51,6 |
| 9    | Hanna Lundberg      | Svezia   | 14:54,0 |
| 10   | Evgenija Krupickaja | Russia   | 15:00,6 |

Data: 25 febbraio

Località: Lygnasæter

Ore: 11.00 (UTC+1)

Tecnica classica

##### 15 km
| Pos. | Atleta                     | Nazione     | Tempo   |
| ---- | -------------------------- | ----------- | ------- |
| 1    | Helen Hoffmann             | Germania    | 39:23,1 |
| 2    | Lisa Eriksson              | Svezia      | 39:25,7 |
| 3    | Tuva Anine Brusveen-Jensen | Norvegia    | 39:31,3 |
| 4    | Märta Rosenberg            | Svezia      | 39:41,7 |
| 5    | Anna Heggen                | Norvegia    | 39:42,2 |
| 6    | Sydney Palmer-Leger        | Stati Uniti | 39:42,3 |
| 7    | Elizaveta Bekiševa         | Russia      | 39:45,3 |
| 8    | Evgenija Krupickaja        | Russia      | 39:48,0 |
| 9    | Anna Kožinova              | Russia      | 39:50,1 |
| 10   | Emma Kirkeberg Mørk        | Norvegia    | 40:17,1 |

Data: 22 febbraio

Località: Lygnasæter

Ore: 13.00 (UTC+1)

Tecnica libera

Partenza in linea

##### Sprint
| Pos. | Atleta                     | Nazione     |
| ---- | -------------------------- | ----------- |
| 1    | Maria Hartz Melling        | Norvegia    |
| 2    | Märta Rosenberg            | Svezia      |
| 3    | Elizaveta Bekiševa         | Russia      |
| 4    | Nadine Laurent             | Italia      |
| 5    | Samantha Smith             | Stati Uniti |
| 6    | Nela Půbalová              | Rep. Ceca   |
| 7    | Tuva Anine Brusveen-Jensen | Norvegia    |
| 8    | Elin Näslund               | Svezia      |
| 9    | Iris De Martin Pinter      | Italia      |
| 10   | Helen Hoffmann             | Germania    |

Data: 27 febbraio

Località: Lygnasæter

Qualificazioni:

Ore: 10.00 (UTC+1)

Finale:

Ore: 12.00 (UTC+1)

Tecnica libera

##### Staffetta
| Pos. | Nazione     | Atleti                                                                         | Tempo   |
| ---- | ----------- | ------------------------------------------------------------------------------ | ------- |
| 1    | Norvegia    | Maria Hartz Melling Emma Kirkeberg Mørk Tuva Anine Brusveen-Jensen Anna Heggen | 36:52,3 |
| 2    | Russia      | Evgenija Krupickaja Dar'ja Neprjaeva Anna Kožinova Elizaveta Bekiševa          | 36:52,4 |
| 3    | Germania    | Verena Veit Germana Thannheimer Lara Dellit Helen Hoffmann                     | 37:27,7 |
| 4    | Svezia      | Elin Näslund Hanna Lundberg Märta Rosenberg Lisa Eriksson                      | 38:07,0 |
| 5    | Stati Uniti | Kate Oldham Samantha Smith Nina Schamberger Sydney Palmer-Leger                | 38:24,3 |
| 6    | Francia     | Julie Pierrel Cloé Pagnier Liv Coupat France Pignot                            | 38:28,9 |
| 7    | Canada      | Jasmine Drolet Sarah Cullinan Jasmine Lyons Liliane Gagnon                     | 38:38,0 |
| 8    | Italia      | Iris De Martin Pinter Elisa Gallo Veronica Silvestri Nadine Laurent            | 38:40,8 |
| 9    | Svizzera    | Marina Kälin Siri Wigger Bianca Buholzer Ramona Schöpfer                       | 39:17,9 |
| 10   | Finlandia   | Tuuli Raunio Elsa Torvinen Peppi Leppälä Fanny Kukonlehto                      | 39:46,8 |

Data: 23 febbraio

Località: Lygnasæter

Ore: 13.00 (UTC+1)

2 frazioni da 3,3 km a tecnica classica

2 frazioni da 3,3 km a tecnica libera

### Misto

#### Combinata nordica

##### Gara a squadre
| Pos. | Atleta      | Nazione                                                                 | Tempo   |
| ---- | ----------- | ----------------------------------------------------------------------- | ------- |
| 1    | Germania    | Simon Mach Jenny Nowak Nathalie Armbruster Tristan Sommerfeldt          | 41:11,8 |
| 2    | Italia      | Stefano Radovan Annika Sieff Daniela Dejori Iacopo Bortolas             | 41:15,7 |
| 3    | Austria     | Samuel Lev Lisa Hirner Annalena Slamik Stefan Rettenegger               | 41:38,4 |
| 4    | Finlandia   | Waltteri Karhumaa Alva Thors Annamaija Oinas Perttu Reponen             | 43:08,1 |
| 5    | Slovenia    | Matic Garbajs Ema Volavšek Silva Verbič Erazem Stanonik                 | 43:38,2 |
| 6    | Rep. Ceca   | Jan Šimek Tereza Koldovská Jolana Hradilová Lukas Kohlberger            | 45:08,1 |
| 7    | Stati Uniti | Caleb Zuckerman Tess Arnone Alexa Brabec Niklas Malacinski              | 45:39,7 |
| 8    | Polonia     | Maciej Gąsienica Ciaptak Natalia Słowik Zuzanna Rapacz Andrzej Waliczek | 45:58,2 |
| 9    | Norvegia    | Eidar Johan Strøm Heidi Dyhre Traaserud Oda Leiråmo Sebastian Østvold   | 46:04,8 |

Data: 4 marzo

Località: Zakopane

1ª manche:

Ore: 10.00 (UTC+1)

Trampolino: Średnia Krokiew HS105

2ª manche:

Ore: 13.00 (UTC+1)

2 frazioni da 5 km

2 frazioni da 2,5 km

#### Salto con gli sci

##### Gara a squadre
| Pos. | Nazione     | Atleti                                                               | Punti |
| ---- | ----------- | -------------------------------------------------------------------- | ----- |
| 1    | Austria     | Vanessa Moharitsch Daniel Tschofenig Julia Mühlbacher David Haagen   | 884,4 |
| 2    | Slovenia    | Taja Bodlaj Marcel Stržinar Nika Prevc Maksim Bartolj                | 819,0 |
| 3    | Norvegia    | Nora Midtsundstad Johannes Årdal Heidi Dyhre Traaserud Iver Olaussen | 772,5 |
| 4    | Giappone    | Nagomi Nakayama Asahi Sakano Ringo Miyajima Sota Kudo                | 765,9 |
| 5    | Francia     | Emma Chervet Valentin Foubert Lilou Zepchi Enzo Milesi               | 759,8 |
| 6    | Germania    | Pia Lilian Kübler Simon Spiewok Michelle Göbel Luca Geyer            | 754,9 |
| 7    | Rep. Ceca   | Klára Ulrichová Kryštof Hauser Anežka Indráčková František Lejsek    | 687,8 |
| 8    | Italia      | Jessica Malsiner Daniel Moroder Noelia Vuerich Mattia Galiani        | 606,5 |
| 9    | Polonia     | Sara Tajner Adam Niznik Natalia Słowik Jan Habdas                    | 311,2 |
| 10   | Stati Uniti | Annika Belshaw Erik Belshaw Paige Jones Stewart Gundry               | 257,1 |

Data: 6 marzo

Località: Zakopane

Ore: 10.00 (UTC+1)

Trampolino: Średnia Krokiew HS105

## Medagliere per nazioni
| Pos. | Nazione     | Oro | Argento | Bronzo | Totale |
| ---- | ----------- | --- | ------- | ------ | ------ |
| 1    | Russia      | 4   | 3       | 3      | 10     |
| 2    | Austria     | 4   | 1       | 3      | 8      |
| 3    | Norvegia    | 3   | 4       | 3      | 10     |
| 4    | Slovenia    | 2   | 2       | 0      | 4      |
| 5    | Germania    | 2   | 0       | 5      | 7      |
| 6    | Finlandia   | 1   | 2       | 0      | 3      |
| 6    | Italia      | 1   | 2       | 0      | 3      |
| 8    | Giappone    | 0   | 2       | 0      | 2      |
| 8    | Svezia      | 0   | 2       | 0      | 2      |
| 10   | Canada      | 0   | 0       | 1      | 1      |
| 10   | Stati Uniti | 0   | 0       | 1      | 1      |